# 39 Tauri
39 Tauri (39 Tau), indicata anche come A2 Tauri nella nomenclatura di Bayer, è un sistema stellare doppio, situato nella costellazione del Toro. La sua distanza è stimata sui 55 anni luce dal sistema solare. La primaria del sistema è una nana gialla di magnitudine 5,9.
Il sistema ha una compagna visuale di magnitudine 7,9, HD 284138.

## Osservazione
39 Tauri è situata nell'emisfero boreale celeste; grazie alla sua posizione non fortemente boreale, può essere osservata dalla gran parte delle regioni della Terra, sebbene gli osservatori dell'emisfero nord siano più avvantaggiati. Nei pressi del circolo polare artico appare circumpolare, mentre resta sempre invisibile solo in prossimità dell'Antartide. Il periodo migliore per la sua osservazione nel cielo serale ricade nei mesi compresi fra fine ottobre e aprile; da entrambi gli emisferi il periodo di visibilità rimane indicativamente lo stesso, grazie alla posizione della stella non lontana dall'equatore celeste.
39 Tauri ha magnitudine pari a 5,9, che la pone al limite della visibilità ad occhio nudo; pertanto per essere osservata senza l'ausilio di strumenti occorre un cielo limpido e possibilmente senza Luna. Sebbene sia una stella doppia, le due componenti non sono risolvibili se non utilizzando strumentazione osservativa di livello professionale. Infatti, la coppia è stata risolta per la prima volta nel 2009 grazie alla tecnica dell'interferometria a macchie, applicata a osservazioni condotte con il telescopio Hooker di 2,5 m dell'osservatorio di Monte Wilson.
Per 39 Tauri, tuttavia, sono state registrate anche varie compagne prospettiche elencate sia nel Washington Double Star Catalog, sia nel catalogo delle componenti delle stelle doppie e multiple, la più luminosa delle quali è la stella arancione HD 284138, di magnitudine 7,9; la separazione tra le due stelle è di 175,53 arcsec.
Inoltre, a 596,91 arcsec (9,95 primi d'arco) è presente 37 Tauri, una gigante arancione di magnitudine 4,4, con la quale 39 Tauri condivide la designazione di Bayer; le due stelle sono indicate rispettivamente A1 Tauri e A2 Tauri.

## Sistema stellare
39 Tauri è un sistema multiplo costituito da due componenti.
Le componenti presentano una separazione angolare di 0,41″, ma non è stato possibile determinare le caratteristiche del sistema.

## Caratteristiche fisiche

### 39 Tauri A

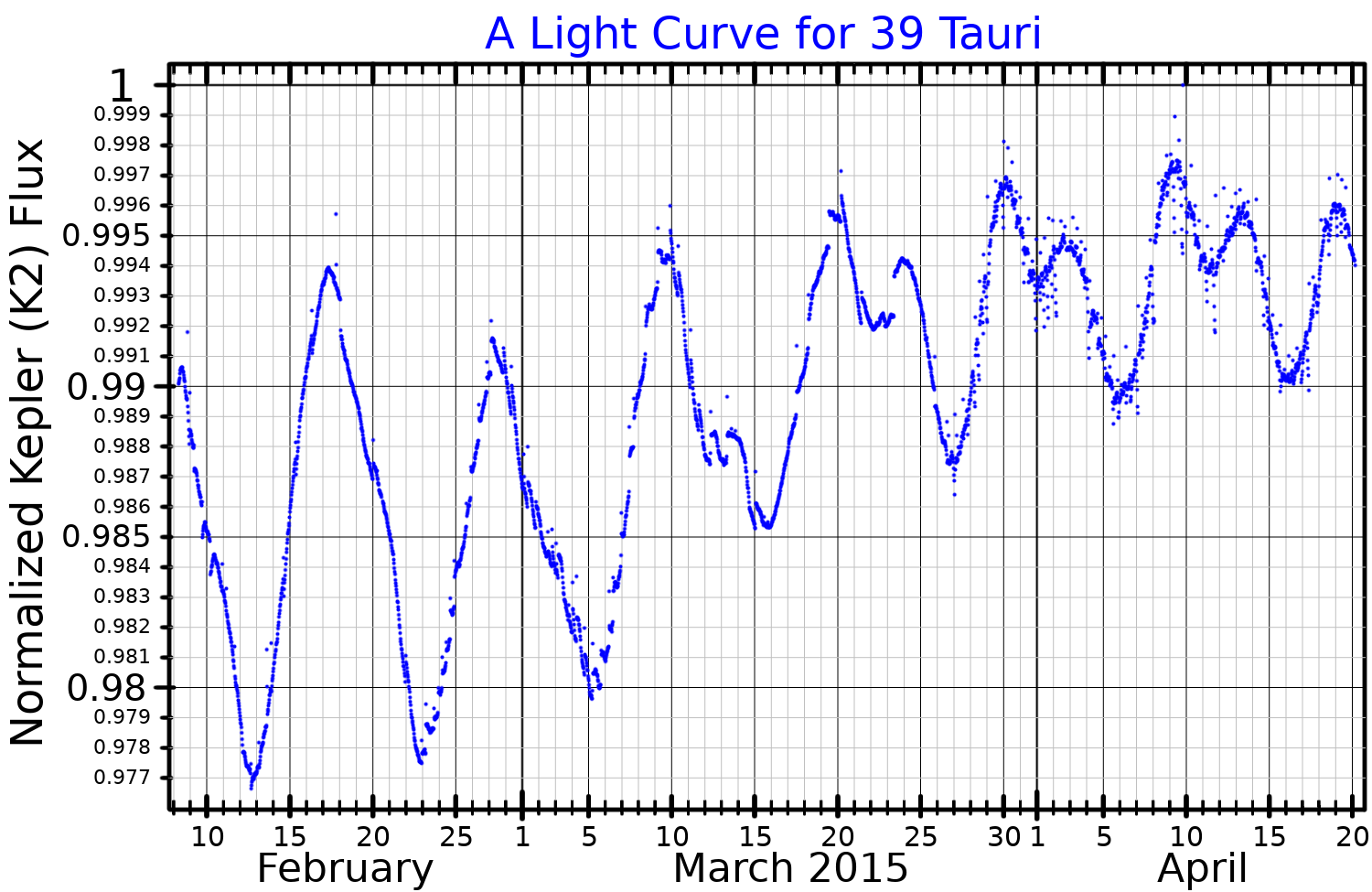
Curva di luce acquisita mediante Kepler.

La componente principale del sistema è una nana gialla, di classe G5V C. Ha massa e dimensioni confrontabili con quelle del Sole, stimate rispettivamente nel 110% e 96% di quelle della nostra stella, ma è sensibilmente più giovane, con un'età stimata in un miliardo di anni. La temperatura della sua fotosfera è di 5903±36 K. Ha una luminosità anch'essa confrontabile con quella solare, mentre la sua metallicità [Fe/H] è stata valutata +0,14 ± 0,03, pari al 138% di quella solare.
Ne è stato determinato il periodo di rotazione, pari a 9,12 giorni, così come una lieve variabilità di 0,06 magnitudini.
Il sistema ha un elevato moto proprio, pari a 216,2 mas/anno, compatibile col fatto che sia relativamente vicino al sistema solare. Infatti, con una parallasse determinata mediante Gaia in 59,4728 ± 0,0361 mas, la distanza dal sistema solare può essere calcolata in 16,81 parsec (54,8 al). Avendo una velocità radiale positiva, la stella si sta allontanando dal Sole.

### 39 Tauri B
La componente B non è stata caratterizzata.

### HD 284138
La compagna visuale, HD 284138, è stata tipizzata come una stella arancione di classe K0 E nel 1995.
La sua parallasse è stata determinata mediante Gaia in 3,4573 ± 0,0262 mas, da cui può essere calcolata la distanza dal sistema solare in 289,24 parsec (943,4 al). La differenza nel valore delle distanze delle due stelle dal Sole è talmente elevata, che non può esserci relazione fisica tra 39 Tauri e HD 284138.